# 颱風夏浪 (2002年)
颱風夏浪（英語：Typhoon Halong），在菲律宾被稱為颱風印戴，在颱風查特安吹襲關島並造成嚴重破壞僅一周後，從該島以南近距離掠過。7月5日，夏浪在馬紹爾群島附近發展成本季第七場獲得命名的風暴，位置相當接近查特安的形成地點。在其持續時間的大部分時間內，風暴都向西北方移動並逐漸增強。7月10日早上，夏浪以熱帶風暴的標準從關島以南近距離掠過，在島上產生大浪和強風。風暴打亂查特安的救援工作並造成更多停電，但損失不大。
影響關島後，夏浪迅速增強並在7月12日達到最高強度。聯合颱風警報中心估計其1分鐘最高風速為每小時250公里，而日本氣象廳則估計其10分鐘風速為每小時155公里。隨後，颱風在轉向東北方期間大幅減弱，但掠過沖繩縣附近仍能帶來強風，造成大範圍停電，之後夏浪吹襲擊日本東南部，並造成嚴重損失。夏浪在7月16日轉變成溫帶氣旋，並於翌日消散。颱風影響菲律賓的季风槽，導致該國發生水災並造成人命傷亡。

## 氣象歷史
7月初，埃內韋塔克環礁附近的季风槽沿線形成一片具有對流區的環流。系統幾乎停留不動，緩慢地向西南方移動。系統逐漸組織起來，並在7月6日於馬紹爾群島上空發展成熱帶低氣壓。在沒有發佈熱帶氣旋形成警報（TCFA）的情況下，聯合颱風警報中心（JTWC）在7月7日凌晨0時開始針對有關第十號熱帶低氣壓發出公告。當天晚上，日本氣象廳（JMA）將位於密克罗尼西亚联邦楚克群島附近的低氣壓升格為熱帶風暴夏浪。當時，風暴在北方的一道高壓脊引導下向西北偏西移動。儘管夏浪持持續發展深層對流並將其包裹到中心，但夏浪只能緩慢地增強。7月9日早上，日本氣象廳將風暴升格為強烈熱帶風暴。當天中午12時，聯合颱風警報中心將位於關島東南偏東約405公里處的夏浪升格為颱風。
在移近關島的過程中，夏浪的組織有所改善，形成風眼和明顯的雨帶。在稍微轉向西後，風暴在7月10日凌晨2時在關島最南端以南約140公里處掠過。當時，聯合颱風警報中心估計其1分鐘持續風速達每小時165公里，但日本氣象廳認為夏浪一直維持強烈熱帶風暴標準，直到當天下午6時才升格為颱風。一道向夏浪靠近的低壓槽使其上空的风切变有所增強，而北方的一道弱高壓脊使其外流受到限制；這在對流減少後暫時阻礙其顯著增強趨勢。7月11日晚上，夏浪的雷暴增加，風暴開始重新增強。7月12日晚上，日本氣象廳估計夏浪達到風力時速155公里的10分鐘最大持续风速。大約在那個時候，颱風進入菲律賓大氣地球物理和天文服務管理局（PAGASA）的責任區域，當局給予當地名稱印戴（Inday）。7月13日早上，聯合颱風警報中心在風暴形成一個直徑63公里的明確風眼後，將夏浪升格為超級颱風。此後不久，該機構估計其最高1分鐘持續風速為每小時250公里。
在最高強度時，颱風夏浪的烈風範圍從中心向東北方延伸415公里。它繼續向西北方移動並靠近沖繩島，並可能要以接近風暴最高強度的標準吹襲該島。然而，由於風切變有所增強，颱風開始迅速減弱，風眼結構很快便轉差。7月14日中午12時左右，夏浪以風力時速130公里的10分鐘持續風速在沖繩島登陸。大約在那個時候，颱風穿越高壓脊的一個弱點並轉向北方，隨後加速向東北移動。較涼且乾燥的空氣加上持續的風切變在7月15日早上風暴消除中心的對流，使夏浪的強度跌至熱帶風暴標準。當天晚上，當風暴仍在逼近日本時，聯合颱風警報中心不再向其發出公告並將夏浪歸類為溫帶氣旋。日本氣象廳則繼續追蹤風暴，其後夏浪吹襲擊本州沿岸的伊豆和房總半島。7月16日晚上，日本氣象廳將將夏浪歸類為溫帶氣旋，此後不久風暴在千島群島上空消散。夏浪的溫帶殘留在7月19日晚上移出西太平洋洋盆，並在不久後消散。

## 防災措施及影響

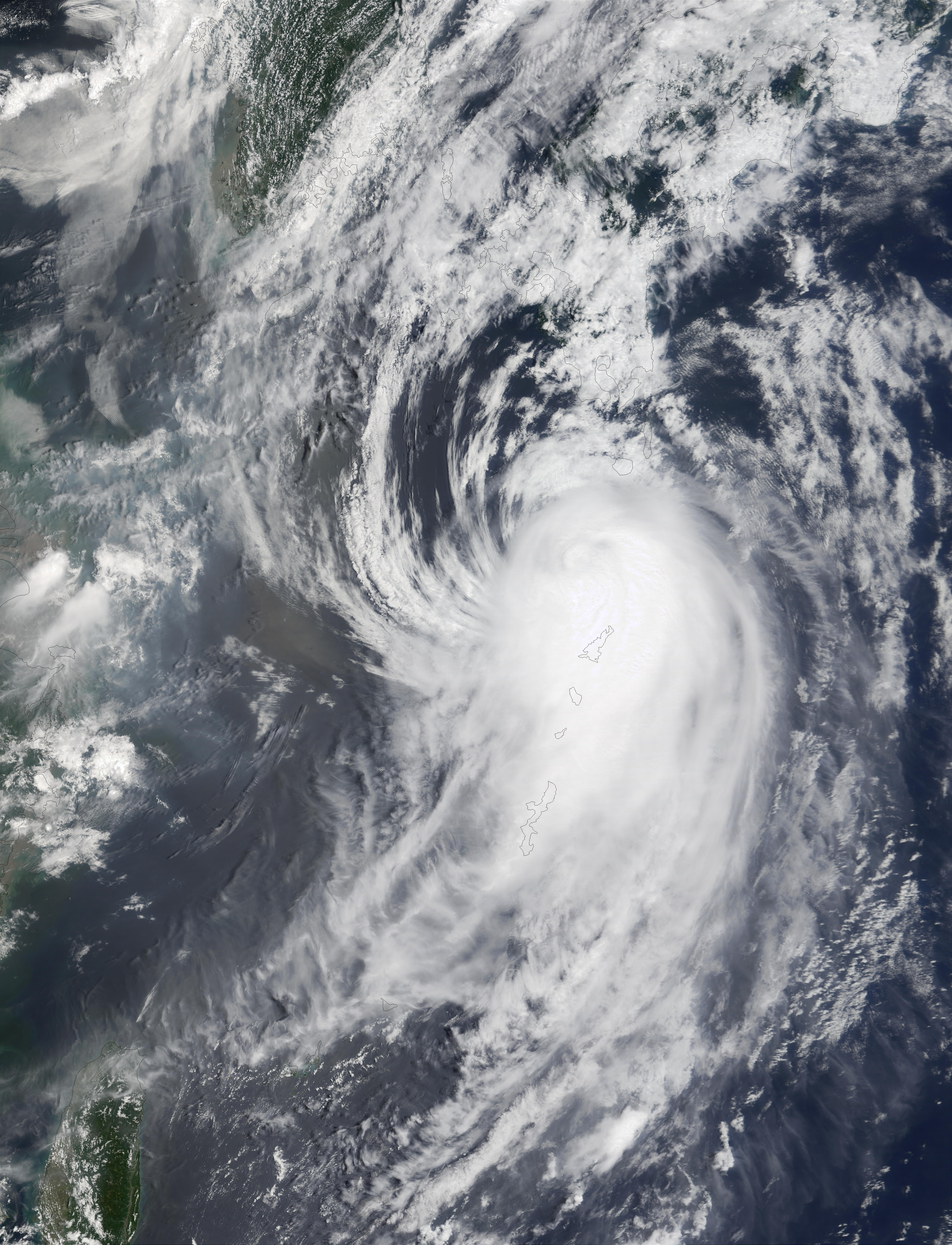
颱風夏浪在7月15日逼近日本。

在颱風查特安吹襲關島並造成6000萬美元損失後僅一周，夏浪使該島再受威脅，不過它在吹襲前一天路徑稍為偏南。受風暴影響，關島和北马里亚纳群岛的所有航班都被取消，官員呼籲低窪地區的居民撤離。在該島以南掠過時，夏浪在伊纳拉詹產生高達6米的湧浪。湧浪使關島南部沿岸的海灘被侵蝕，比查特安吹襲時還要高。颱風產生的最高持續風速為每小時69公里，陣風達到每小時90公里；兩項紀錄均在關島的國家氣象局錄得。島上的損失估計為4萬美元。風暴中斷對查特安的善後工作。該島的部分地區，包括關島紀念醫院，在查特安吹襲後恢復供電，不過在夏浪吹襲時再次斷電。夏浪造成的進一步破壞促使關島總督卡爾·古鐵雷斯在7月22日宣布該島進入緊急狀態，使關島國民警衛隊可以出動救災。
在掠過菲律宾東北方時，夏浪使季候風有所增強，導致該國發生水災，加上之前的颱風雷馬遜和查特安以及強烈熱帶風暴娜基莉的影響，在菲律賓造成85人死亡，45人受傷。據估計，約有10人是因夏浪而喪生。該國綜合上述風暴造成的損失總計達1030萬美元（5.22億披索，2002年）。
在日本，夏浪帶來強降雨，在长野县錄得362毫米的最高降雨量。沖繩縣的最高降雨量為258毫米。在東京附近，一個氣象站錄得的風速為每小時112公里，儘管沖繩縣嘉手纳空军基地的陣風速達到每小時183公里。在包括沖繩縣在內的日本琉球群岛，夏浪帶來的強風使超過48,800所房屋停電。官員在風暴期間取消鹿儿岛县名瀨市的巴士服務。颱風在全國範圍內摧毀6座房屋，並使223座房屋造成不同程度的破壞，迫使大約4,000人從家園撤離，其中許多人居住在河流沿岸。官員取消54班航空公司的航班，其中10班是國際航班，受風暴影響，171所學校需要關閉。在仙台市，夏浪破壞550個地方的道路和7個地方的鐵路。九個堤壩遭破壞，至少發生270次山泥傾瀉。全國損失總額為8980萬美元（103億日圓，2002年），主要來自農業。颱風吹襲期間造成九人受傷，其中一人重傷，另有一人喪生。

## 外部連結
- 日本氣象廳有關颱風夏浪（0207）的一般資訊 （页面存档备份，存于），取自數位颱風網 （英語）
- 日本氣象廳有關颱風夏浪（0207）的最佳路徑數據 （页面存档备份，存于） （日語）
- 日本氣象廳有關颱風夏浪（0207）的最佳路徑數據（圖像） （页面存档备份，存于） （英語）
- 日本氣象廳的最佳路徑數據（文本） （页面存档备份，存于） （英語）
- 聯合颱風警報中心有關第十號超級颱風（夏浪）的最佳路徑數據 （页面存档备份，存于）
- 美國海軍研究實驗室有關10W.夏浪[]